# Guy de Valle Flor
Guy Chaves de Valle Flor (ur. 19 maja 1920 w Pau we Francji) – portugalski strzelec, olimpijczyk i medalista mistrzostw Europy.

## Kariera
Dwukrotny uczestnik igrzysk olimpijskich (IO 1960, IO 1964). Startował wyłącznie w trapie, w którym zajął 15. pozycję w Rzymie i 28. lokatę w Tokio (w zawodach wystąpiło odpowiednio 66 i 51 strzelców).
W 1956 roku zdobył brązowy medal mistrzostw Europy w skeecie. Wielokrotny zwycięzca Pucharu Portugalii w trapie (1958, 1959, 1960, 1963, 1965, 1968).

## Wyniki

### Igrzyska olimpijskie
| Igrzyska   | Konkurencja | Wynik    | Miejsce | Źródło |
| ---------- | ----------- | -------- | ------- | ------ |
| Rzym 1960  | Trap        | 180 pkt. | 15      | [ 2 ]  |
| Tokio 1964 | Trap        | 186 pkt. | 28      | [ 3 ]  |